# Lile gracilis
Lile gracilis är en fiskart som beskrevs av Castro-aguirre och Vivero, 1990. Lile gracilis ingår i släktet Lile och familjen sillfiskar. IUCN kategoriserar arten globalt som livskraftig. Inga underarter finns listade i Catalogue of Life.